# Аржен
Арже́н (фр. Argein, окс. Argenh / Argen de Coserans) — коммуна во Франции, находится в регионе Окситания, недалеко от границы с Испанией. Департамент коммуны — Арьеж. Входит в состав кантона Кастийон-ан-Кузеран. Округ коммуны — Сен-Жирон.
Код INSEE коммуны — 09014.

## Население
Население коммуны на 2008 год составляло 169 человек.
| 1962 | 1968 | 1975 | 1982 | 1990 | 1999 | 2008 |
| ---- | ---- | ---- | ---- | ---- | ---- | ---- |
| 235  | 214  | 211  | 193  | 164  | 149  | 169  |

## Экономика
В 2007 году среди 94 человек в трудоспособном возрасте (15—64 лет) 66 были экономически активными, 28 — неактивными (показатель активности — 70,2 %, в 1999 году было 69,1 %). Из 66 активных работали 52 человека (26 мужчин и 26 женщин), безработных было 14 (9 мужчин и 5 женщин). Среди 28 неактивных 5 человек были учениками или студентами, 15 — пенсионерами, 8 были неактивными по другим причинам.